# Marco Chiesa
Marco Chiesa (Lugano, 10 ottobre 1974) è un politico svizzero, deputato al Consiglio degli Stati e già presidente nazionale dell'Unione Democratica di Centro.

## Biografia

### Formazione e vita privata
Nel 1999 consegue la licenza in scienze economiche e sociali, indirizzo economia d'impresa, presso l'Università di Friburgo. Nel 2006 ottiene il diploma Executive Master in Economics and Health management presso l'Università della Svizzera italiana. Nel 2018 consegue il Master in Human Capital Management della Scuola universitaria professionale della Svizzera italiana.
La famiglia Chiesa è attinente di Viganello, oggi quartiere di Lugano, mentre, da parte di madre, la famiglia Bassi è attinente di Sonvico. Nel maggio del 2007 si sposa con Monja Ender. Nel 2008 nasce Mathias e nel 2010 Micol.
Dal 2004 al 2008 è stato membro della cassa pensione dei dipendenti della Città di Lugano, in qualità di rappresentante del datore di lavoro. Nel 2004 fonda l'Associazione Asilo Nido il Bianconiglio, associazione senza scopo di lucro che gestisce due asili nido. Durante l'anno lionistico 2010-2011 riveste la carica di Presidente del club di servizio Lions Club Lugano Monte Bré. Dal 2009, per 5 anni, svolge la funzione di Presidente della Filarmonica Pregassona Città di Lugano. Nel 2015 assume la carica di Vicepresidente dell’associazione Helvetia Latina. Nel 2017 costituisce la fondazione Pro Infantia, anch’essa attiva nel settore degli asili nido. Lo stesso anno è nominato presidente dell’Associazione dei Proprietari Fondiari, APF-HEV Sezione Ticino.

### Carriera politica
Nel 2001 è eletto nel consiglio comunale di Villa Luganese. Nel 2004 entra nel legislativo della Città di Lugano. Dal 2005 al 2007 riveste la carica di Vicepresidente cantonale dell'Unione Democratica di Centro (UDC). Nell'aprile 2007 è eletto nel Gran Consiglio della Repubblica e Cantone Ticino. Nel 2008 prosegue il mandato comunale in seno al legislativo della città di Lugano. In entrambi i contesti, comunale e cantonale, è membro della Commissione della Gestione.
Durante la legislatura 2011-2015 è capogruppo dell'UDC in Gran Consiglio. Nel 2015 presiede la Commissione di controllo del mandato pubblico della Banca dello Stato del Cantone Ticino. Alle elezioni federali dell'ottobre 2015 è eletto al Consiglio nazionale, la camera bassa del parlamento svizzero, ed entra a far parte della Commissione della politica estera.
Nel 2017 assume la carica di Presidente della Delegazione svizzera per i rapporti col Parlamento italiano mentre nel 2018 è nominato Vicepresidente dell’UDC Svizzera e Vicepresidente dell’ASNI - Associazione per una Svizzera neutrale e indipendente.
Nel 2019 è eletto al Consiglio degli Stati, la camera che rappresenta i Cantoni, con il miglior risultato elettorale.
Il 22 agosto 2020, Chiesa viene eletto successore del bernese Albert Rösti, diventando così il primo presidente nazionale dell’UDC non appartenente alla Svizzera tedesca.